# Augusta Maria von Schleswig-Holstein-Gottorf

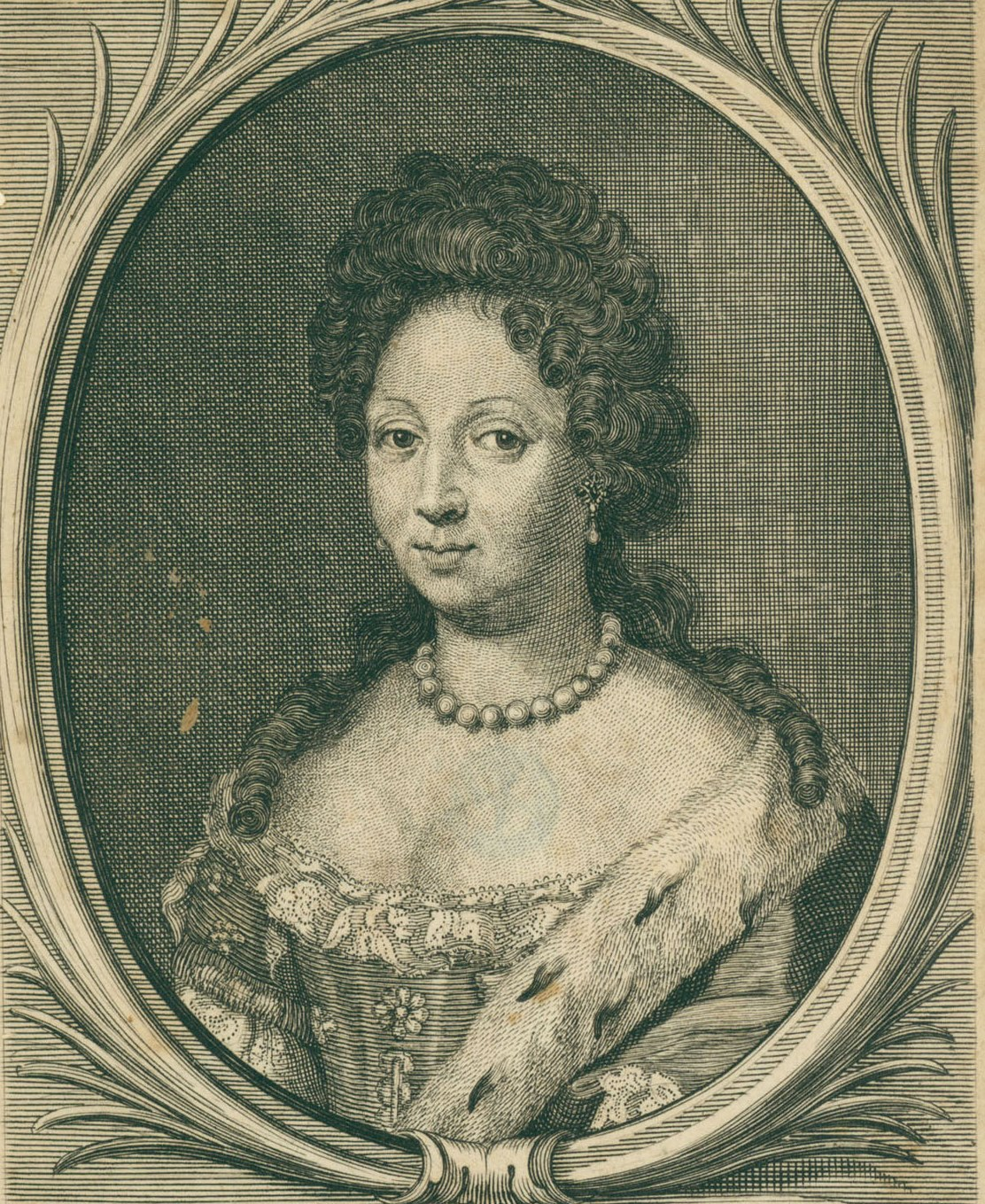
Augusta Maria von Schleswig-Holstein-Gottorf, Radierung von Johann Georg Seiler, nach Johann Rudolf Huber (um 1697)

Augusta Maria von Schleswig-Holstein-Gottorf (* 6. Februar 1649 auf Schloss Gottorf; † 24./25. April 1728) war durch Geburt Prinzessin von Schleswig-Holstein-Gottorf und durch Heirat Markgräfin von Baden-Durlach.

## Leben

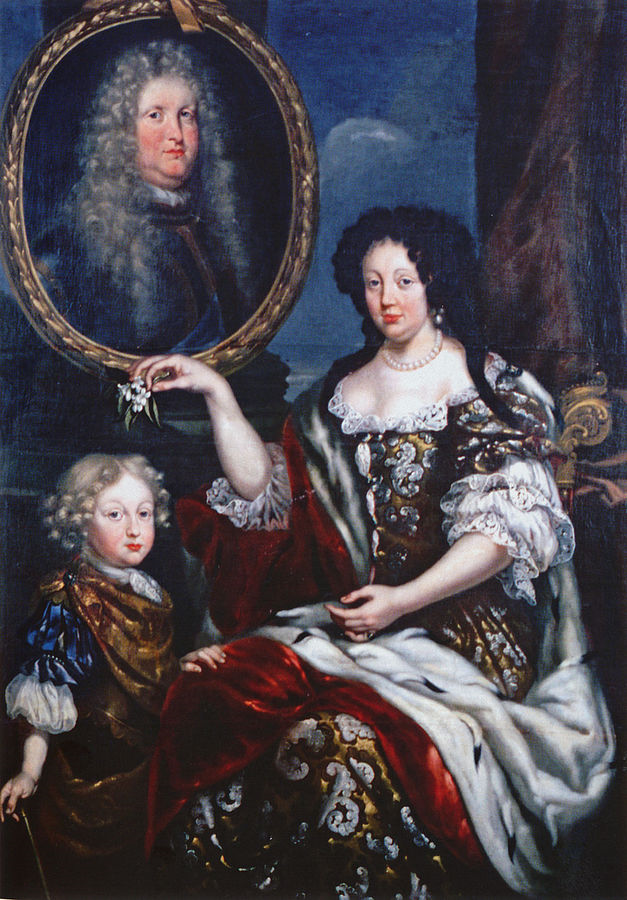
Augusta Maria mit dem siebenjährigen Erbprinzen Karl Wilhelm

Augusta Maria war die jüngste Tochter von Herzog Friedrich III. von Schleswig-Holstein-Gottorf (1597–1659) und seiner Frau Maria Elisabeth von Sachsen (1610–1684), Tochter von Kurfürst Johann Georg I. von Sachsen und Magdalena Sibylle von Preußen. Ihre ältere Schwester Hedwig Eleonora war seit 1654 Königin von Schweden und ihr älterer Bruder Christian Albrecht wurde 1659 als Nachfolger des Vaters Herzog von Schleswig-Holstein-Gottorf.
Am 15. Mai 1670 heiratete sie in Husum Friedrich VII. Magnus von Baden-Durlach, Sohn von Markgraf Friedrich VI. von Baden-Durlach und Christina Magdalena von Kleeberg. Nach dem Tod seines Vaters am 10./31. Januar 1677 wurde ihr Mann Markgraf von Baden-Durlach. Augusta Maria wurde damit Markgräfin von Baden-Durlach.
Aufgrund des Drucks von König Ludwig XIV. von Frankreich nahm ihr Mann am Pfälzischen Erbfolgekrieg teil. 1688 wurde Markgraf Friedrich mit seiner Familie aus dem Land vertrieben und ging nach Basel. Erst nach dem Frieden von Rijswijk 1697 kehrten sie nach Durlach in die verarmte Markgrafschaft zurück, deren Bevölkerung um ein Viertel reduziert worden war. Auch der 1701 begonnene Spanische Erbfolgekrieg fand zu Teilen in der Markgrafschaft Baden-Durlach statt. Der Markgraf und die Markgräfin flohen erneut nach Basel. Der Markgraf starb dort 1709. Nach Beendigung des Krieges 1714 kehrte Augusta Maria nach Durlach zurück.
Sie wurde in der Schlosskirche St. Michael in Pforzheim bestattet.

## Nachkommen
Mit ihrem Mann hatte sie elf Kinder:
- Friedrich Magnus (* 13. Januar 1672; † 24. Februar 1672 auf der Karlsburg in Durlach)
- Friederike Auguste (* 21. Juni 1673; † 27. Juli 1674 auf der Karlsburg in Durlach)
- Christine Sofie (* 17. Dezember 1674; † 22. Januar 1676 in Basel)
- Klaudia Magdalene Elisabeth (* 15. November 1675; † 18. April 1676 in Basel)
- Katharina (* 10. Oktober 1677 auf der Karlsburg in Durlach; † 11. August 1746 in Dürkheim), heiratete am 19. Juni 1701 den Grafen Johann Friedrich von Leiningen-Hardenburg (* 18. März 1661; † 9. Februar 1722).
  - Einer ihrer Söhne war Graf Karl Ludwig von Leiningen-Dagsburg-Emichsburg (1704–1747), ein Enkel Carl Friedrich Wilhelm, der erste Fürst zu Leiningen (1724–1807).
- Karl III. Wilhelm, Markgraf von Baden-Durlach 1709–1738 (* 17. Januar 1679 in Durlach; † 12. Mai 1738 in Karlsruhe)
- Johanna Elisabeth (* 3. Oktober 1680 in Karlsburg; † 2. Juli 1757 auf Schloss Stetten, Remstal), heiratete 16. Mai 1697 Eberhard IV. Ludwig von Württemberg (* 18. September 1676; † 31. Oktober 1733)
- Albertine Friederike (* 3. Juli 1682 in Karlsburg; † 22. Dezember 1755 in Hamburg), heiratete am 3. September 1704 Christian August von Schleswig-Holstein-Gottorf (* 11. Januar 1673; † 24. April 1726), ab 1705 Fürstbischof von Lübeck
- Christoph (* 9. Oktober 1684 in Karlsburg; † 2. Mai 1723 in Karlsruhe)
- Charlotte Sofie (* 1. März 1686 in Karlsburg; † 5. Oktober 1689 in Basel)
- Marie Anna (* 9. Juli 1688 in Karlsburg; † 8. März 1689 in Basel)[1][2]